# Ajmak orchoński
Ajmak orchoński (mong. Орхон аймаг) – jeden z 21 ajmaków w Mongolii, znajdujący się w północnej części kraju. Stolicą ajmaku jest Erdenet, znajdujący się 410 km na północny zachód od stolicy kraju Ułan Bator.
Utworzony w 1994 roku z części ajmaku bulgańskiego; jego nazwa pochodzi od rzeki Orchon.
Liczba ludności w poszczególnych latach:
| 2000   | 2010   |
| ------ | ------ |
| 71 525 | 87 118 |